# Михайловка (Абдрашитовский сельсовет)
Миха́йловка (баш. Михайловка) — деревня в Альшеевском районе Республики Башкортостан России. Входит в состав Абдрашитовского сельсовета.

## Географическое положение
Расстояние до:
- районного центра (Раевский): 32 км,
- центра сельсовета (Абдрашитово): 5 км,
- ближайшей железнодорожной станции (Раевка): 32 км.

## Население
| 2002 | 2009 | 2010 |
| ---- | ---- | ---- |
| 51   | ↘25  | ↘19  |

## Известные уроженцы
- Злыдников, Дмитрий Афанасьевич (1928—1998) — советский работник сельского хозяйства, Герой Социалистического Труда.